# بندیکس
بندیکس (انگلیسی: Bendix) شرکت خودروسازی آمریکایی است، که در سال ۱۹۲۴ تأسیس شد.